# Joelle King
Pour les articles homonymes, voir King.
Joelle King, née le 30 septembre 1988 à Cambridge (Nouvelle-Zélande), est une joueuse professionnelle de squash représentant la Nouvelle-Zélande. Elle atteint, en février 2019, la troisième place mondiale sur le circuit international, son meilleur classement,.
Son frère Regan King est un joueur de rugby à XV, All Black et elle est mariée au joueur de cricket Ryan Shutte.

## Biographie
Elle atteint, en avril 2014, la quatrième place mondiale sur le circuit international, avant une rupture du tendon d'Achille en finale du championnat de Nouvelle-Zélande face à Megan Craig.
En 2018, elle s'impose au Cleveland Classic face à la championne du monde Raneem El Weleily avant de confirmer lors du tournoi PSA World Series Windy City Open, en éliminant en demi-finale  cette même joueuse avant de s'incliner en finale 12-10 au 5e jeu et en ayant obtenu deux balles de match face à Nour El Tayeb. En avril 2018, elle retrouve son plus haut classement de quatrième joueuse mondiale et obtient la médaille d'or aux Jeux du Commonwealth en battant Sarah-Jane Perry en finale. En novembre 2018, elle remporte son premier titre PSA World Series en s'imposant au Hong Kong Open face à Raneem El Weleily. À l'occasion de la nouvelle année 2019, elle reçoit la distinction de l'Ordre du Mérite de Nouvelle-Zélande. À la suite de cette série de bons résultats, elle atteint en février 2019 la troisième place au classement mondial.

## Palmarès

### Titres
- Hong Kong Open : 2018
- Open de Manchester : 2 titres (2019, 2022)
- Open de Singapour : 2022
- Open de Nouvelle-Zélande de squash: 2022
- Cleveland Classic : 2018
- Open de Macao : 2 titres (2012, 2016)
- Australian Open : 2 titres (2009, 2015)
- Open de Greenwich : 2014
- Open du Texas : 2010
- Championnats de Nouvelle-Zélande : 11 titres (2010-2013, 2015, 2017-2019, 2023)[9]

### Finales
- Windy City Open : 2018
- Squash on Fire Open
- Open de Macao : 2017
- Carol Weymuller Open : 2 finales (2015,2017)
- Open de Chine : 2012
- Open du Texas : 2012
- Open de Matamata 2012
- Open de Greenwich : 2 finales (2011, 2012)